# Casalnoceto
Casalnoceto (Casà in dialetto locale) è un comune italiano di 967 abitanti della provincia di Alessandria in Piemonte.
Il comune è situato non lontano da Tortona, al confine con la provincia di Pavia.

## Geografia fisica
Il paese si trova in una zona pianeggiante tra il corso inferiore del torrente Curone e le colline che separano la Valle Staffora dalla Val Curone, ad un'altezza media di 150 m s.l.m.

## Storia
Un insediamento risulta già presente in età preistorica, come dimostrato da ritrovamenti archeologici aferenti alla Cultura dei vasi a bocca quadrata. Inoltre sono state trovate tracce della coltivazione della vite già all'inizio del IV millennio a.C.
L'antica Nocetum era situata lungo un'antica strada, nell'attuale località di Casale vecchio, e le sue origini risalirebbero all'epoca romana.
In documenti fra il 700 fino al 1200 vengono citate Casale e Nocetum come di due località con attribuzioni diverse.
Nocetum nel 972 viene confermato all'abbazia di San Colombano di Bobbio dall'imperatore Ottone I, il quale nello stesso anno in una donazione al monastero di San Pietro in Ciel d'Oro di Pavia citava Casale.
Nel XIV secolo il paese è coinvolto nelle lotte tra Guelfi, dalla cui parte si schiera la vicina Tortona, e Ghibellini, per cui esso parteggia e per questo nel 1373 viene completamente distrutto dalle truppe di Giovanni Acuto, per poi essere ricostruito nella posizione attuale per ordine di Galeazzo Visconti duca di Milano.
Nel 1415, Filippo Maria Visconti assegna il paese a Tortona e nel 1469 viene concesso in feudo per due terzi a Giovanni Spinola e per un terzo a Gabriele Visconti.
Nel 1523 Carlo V lo concede in feudo ai conti Spinola di Los Balbases, aggregandolo al contado di Tortona e quindi al Ducato di Milano.
Nel 1707, in seguito all'accusa di partigianeria nei confronti di Filippo V, furono sequestrati tutti i beni agli Spinola, tra cui Casalnoceto, di cui rientreranno in possesso dal 1725 al 1797, anno di soppressione dei feudi.
Nel dicembre 1798 si costituì come municipalità repubblicana.
Nel 1814 i Savoia lo posero sotto il mandamento di Volpedo
.

### Simboli
Lo stemma del Comune di Casalnoceto, concesso con D.P.R. del 10 luglio 2000, si blasona: 

## Monumenti e luoghi d'interesse
La chiesa parrocchiale di San Giovanni Battista venne costruita nel XVI secolo sulla base di un precedente oratorio medievale.
La chiesa di San Rocco è ricavata da una torre del XIV secolo, residuo dell'antica cinta muraria. All'interno, merita una menzione la volta affrescata dall'artista genovese Lazzaro Tavarone.
Di fronte alla chiesa di San Rocco si trova uno dei palazzi più notevoli del centro abitato, facente ora parte della tenuta Vaccari e adibito a sito per eventi: l'ala padronale di questo edificio (voluto da Paolo Spinola nel 1687, progettato dall'architetto Giuseppe Quadrio e adattata a residenza estiva dalla famiglia Vaccari e dai suoi discendenti) ha ospitato per circa un secolo le monache di clausura appartenenti all'ordine delle Carmelitane. Fa parte del sistema dei "Castelli Aperti" del Basso Piemonte.
Alcune stanze custodiscono affreschi religiosi d'epoca del già citato Tavarone e oggetti d'arredamento, a testimonianza di un vissuto che si rinnova nel quotidiano con la presenza degli ospiti.
In località Rosano, la chiesa di S. Maria, risalente al XIII secolo, è quanto resta di un antico convento francescano. Rimaneggiata nel XVII secolo, conserva nella cripta le tombe di dodici esponenti della famiglia Spinola, tra cui l'Ambrogio Spinola governatore di Milano all'epoca dei fatti narrati nei Promessi Sposi.

## Società

### Evoluzione demografica
Abitanti censiti

## Amministrazione
Di seguito è presentata una tabella relativa alle amministrazioni che si sono succedute in questo comune.
| Periodo         | Periodo        | Primo cittadino   | Partito                                   | Carica  | Note   |
| --------------- | -------------- | ----------------- | ----------------------------------------- | ------- | ------ |
| 8 dicembre 1964 | giugno 1970    | Oreste Milano     | lista civica                              | Sindaco | [ 11 ] |
| giugno 1970     | 14 giugno 1975 | Oreste Milano     | lista civica                              | Sindaco | [ 12 ] |
| 14 giugno 1975  | 23 giugno 1980 | Giuseppe Cetta    | lista civica                              | Sindaco | [ 13 ] |
| 23 giugno 1980  | 12 luglio 1985 | Alfredo Gerolo    | lista civica                              | Sindaco | [ 14 ] |
| 12 luglio 1985  | 3 giugno 1990  | Alfredo Gerolo    | lista civica                              | Sindaco | [ 15 ] |
| 3 giugno 1990   | 24 aprile 1995 | Alfredo Gerolo    | Partito Repubblicano Italiano             | Sindaco | [ 15 ] |
| 24 aprile 1995  | 14 giugno 1999 | Giuseppina Gaggia | centro                                    | Sindaco | [ 15 ] |
| 14 giugno 1999  | 14 giugno 2004 | Giuseppina Gaggia | lista civica                              | Sindaco | [ 15 ] |
| 14 giugno 2004  | 8 giugno 2009  | Luigi Dellocchio  | lista civica                              | Sindaco | [ 15 ] |
| 8 giugno 2009   | 26 maggio 2014 | Ernesto Vegezzi   | lista civica Per il rinnovamento insieme  | Sindaco | [ 15 ] |
| 26 maggio 2014  | 27 maggio 2019 | Ernesto Vegezzi   | lista civica Per il rinnovamento insieme  | Sindaco | [ 15 ] |
| 27 maggio 2019  | 9 giugno 2024  | Giuseppe Cetta    | lista civica Progetto Casalnoceto         | Sindaco | [ 15 ] |
| 9 giugno 2024   | in carica      | Silvia Figini     | lista civica Obiettivo comune Casalnoceto | Sindaco | [ 15 ] |

## Sport

### Calcio
L'A.S.D. Casalnoceto ha esordito in Terza Categoria di Piemonte e Valle d'Aosta nella stagione 1993-94, per poi passare in Seconda Categoria dalla stagione 2017-2018 e approdare alla Prima Categoria nella stagione 2024-2025.